# دفع مقابل تحقيق فائدة

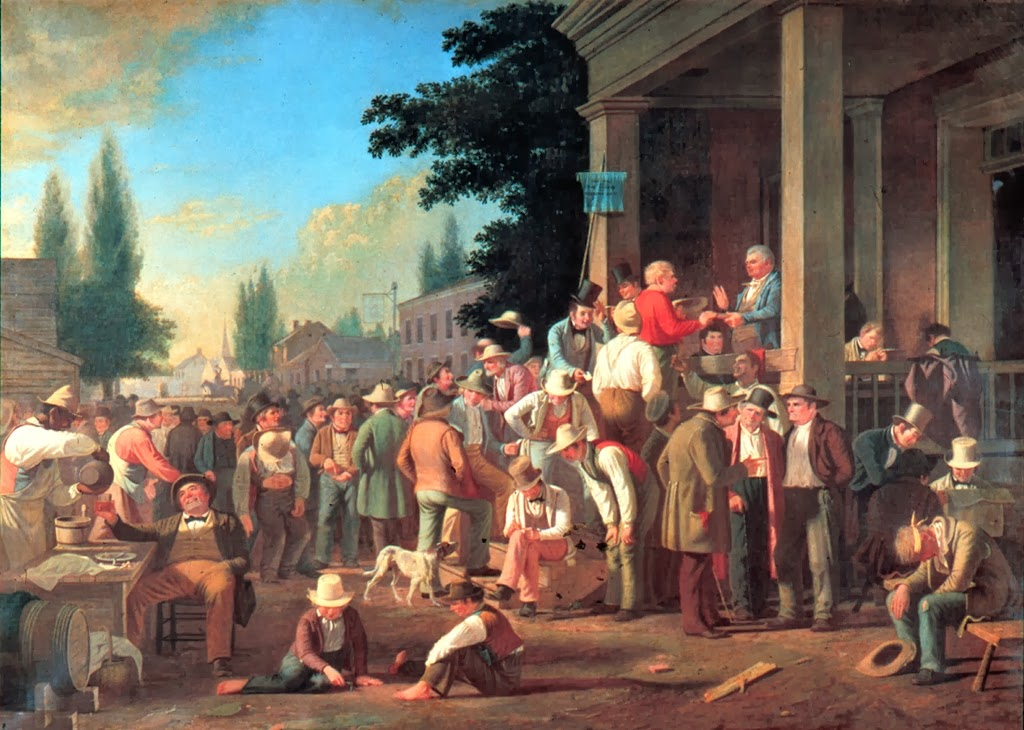
"انتخابات المقاطعة" (1852)، بقلم جورج كاليب بينغهام (1811-1897)

الدفع مقابل تحقيق فائدة في القانون هو القيام بتقديم الطعام والشراب وغيرها من المرطبات بغرض التأثير على الأشخاص من أجل تحقيق مكاسب سياسية. ويعتبر هذا الفعل في دول كثيرة شكلاً من أشكال الفساد وهو أيضًا فعل غير قانوني.
ظهرت فكرة الدفع مقابل تحقيق فائدة في السياق الاجتماعي مع ظهور وقت الفراغ في أواخر القرن التاسع عشر. وتتفاخر طبقة الشابات العاملات بالخروج والاستمتاع «بالتسلية الرخيصة» في المدينة. ومن أنواع التسلية الرخيصة المعروفة المراقص العامة والملاهي ودور السينما ذات التكلفة الزهيدة.
وعلى الرغم من أن طبقة الشابات العاملات يحببن الخروج، إلا أن ذلك كان صعب التحقيق غالبًا حيث كانت أجورهن ضئيلة للغاية. وتعاملت الشابات مع هذه المشكلة بطرق متعددة. فامتنعت بعضهن عن الخروج أو كان خروجهن مقتصرًا على المناسبات الخاصة، بينما اعتمدت أخريات على زملائهن من الرجال للإنفاق على ملذاتهن. ويشار إلى الحل الثاني بأنه «الدفع مقابل تحقيق فائدة». وقد نشرت المؤرخة كاثي بييس هذا المصطلح في العديد من أعمالها العلمية مثل التسلية الرخيصة: المرأة العاملة ووقت الفراغ في مقابل سينشري نيويورك (Cheap Amusements: Working Women and Leisure in Turn-of-the-Century New York) (1986) و«فتيات المتعة وملذات المدينة» (Charity Girls and City Pleasures) (2004).
والدفع مقابل تحقيق فائدة كان عبارة عن مقايضة تتم بين الرجل والمرأة. حيث يوافق الرجل على تحمل دفع تكلفة نزهة المرأة في مقابل مرافقتها. ويتراوح الدفع مقابل تحقيق فائدة من الأمور الأكثر براءة إلى الأمور الشائنة تمامًا. وكان يعتبر الدفع مقابل تحقيق فائدة غير مؤذيًا عندما كان يتم بين رفيقين «دائمين» وأكثر خطورة عندما يتم بشكل عرضي.
والمرأة التي تمارس هذا النوع المحفوف بالمخاطر من عملية الدفع مقابل تحقيق فائدة تكون المبادلة غالبًا عن طريق تقديم خدمات جنسية. وقد تكون هذه الخدمات في صورة رقص أو معانقة أو تقبيل أو جماع. والنساء اللاتي يقمن بمثل هذه الأعمال الجنسية يشار إليهن «بفتيات المتعة». ولا تنظر تلك النساء لأنفسهن كعاهرات ولكنهن غالبًا يعملن على التوازن بين وجود من يتحمل النفقات عند اصطحابهن للتنزه وبين كونهن يحصلن على أجر مقابل تقديم خدمات جنسية.